# Ariane Schluter
Ariane Schluter, née le 1er février 1966 à Voorburg, est une actrice néerlandaise.

## Carrière
Après ses études secondaires, Ariane Schluter a fréquenté l'Académie de théâtre de Maastricht, où elle a obtenu son diplôme en 1989. Elle a joué avec différentes compagnies de théâtre et a longtemps été liée à Het Nationale Toneel. Elle a joué dans des pièces comme Medea, Three Sisters, Ideal Man et Strange Interlude. Elle a beaucoup travaillé avec le metteur en scène Johan Doesburg, avec qui elle a adapté Mysticism comme scène. On peut également la voir dans le rôle-titre du film Lucia de B. de Paula van der Oest et dans Kleine Teun d'Alex van Warmerdam, et Terug naar de kust naar de Saskia Noort. En 2015, elle a joué le rôle principal dans la série policière Nord-Sud.
Au Festival du film néerlandais de 1994, Ariane Schluter a remporté un Veau d'or pour le film 06 de Theo van Gogh. Elle a reçu le Theo d'Or en 2003 pour son rôle de Nina Leeds dans Strange Interlude d'Eugene O'Neill et en 2004 pour son rôle de Brenda dans Eden d'Eugene O'Brien.
Au De TV-Beelden 2016, Ariane Schluter a remporté le prix du meilleur rôle principal pour son rôle dans One Night Stand.

## Filmographie

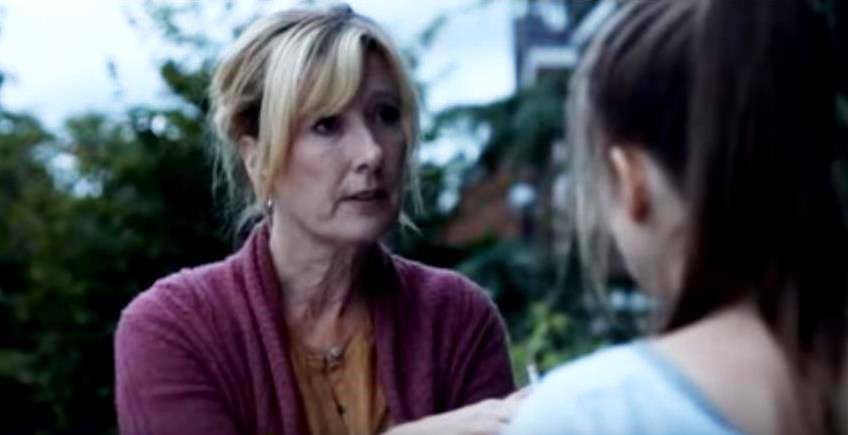
Schluter (2015).

### Cinéma
- 1994 : 06 de Theo van Gogh[1]
- 1994 : Once Beaten, Twice Shy de Gerrard Verhage[2]
- 1995 : The Shadow Walkers de Peter Dop
- 1996 : La Robe, et l'effet qu'elle produit sur les femmes qui la portent et les hommes qui la regardent de Alex van Warmerdam : Johanna[3]
- 1997 : Le passager clandestin de Ben van Lieshout : Katharina
- 1998 : Le P'tit Tony de Alex van Warmerdam : Lena
- 1999 : De rode zwaan de Martin Lagestee[4]
- 2003 : Résistance de Todd Komarnicki
- 2004 : Honey de  Tamar van den Dop : Eva[5]
- 2005 : Johan de Nicole van Kilsdonk : Millie Dros[6]
- 2006 : Waiter ! de Alex van Warmerdam[7]
- 2009 : The Dark House de Will Koopman
- 2011 : 170 Hz de Joost van Ginkel : La mère de Nick[8]
- 2013 : Matterhorn de Diederik Ebbinge : Sasckia[9]
- 2014 : Accused de Paula van der Oest : Lucia de Berg[10]
- 2015 : Een goed leven de Aaron Rookus[11]
- 2017 : Younger Days de Paula van der Oest : Valerie[12]
- 2018 : Picture Perfect de Jeroen Houben[13]

### Séries télévisées
- 1996 : Zwarte sneeuw[14]
- 2000 : Geheime dienst, De[15]

## Nominations et récompenses
- 1994 : Golden Calf Special Jury Prize, pour le fil 06
- 2015 : Golden Calf for Best Actress in a Television Drama, pour le film Een goed leven
- 2015 : Golden Calf for Best Actress, pour le film Accused